# Società milanese di nuoto Nettuno
La Società milanese di nuoto Nettuno, nota anche come Nettuno Milano, fu una società polisportiva italiana, specializzata negli sport acquatici, con sede a Milano. 

## Storia
La società venne fondata il 16 luglio 1889 su impulso di Ferdinando Bezzi, avvocato e atleta eclettico che proveniva dalla Ginnastica Milanese.
Il Corriere della Sera riportò la notizia della fondazione sull'edizione del 17-18 luglio 1889:
Fu il primo sodalizio dedicato allo sport dei tuffi, all'epoca chiamati anche "salti in acqua", in Italia. Fu una vera novità nel panorama sportivo milanese, oltre ai tuffi permise la diffusione del nuoto femminile e della pallanuoto.
Il 1899 la Nettuno diede avvio alle attività della pallanuoto in Italia. La notizia fu riportata da Corriere della Sera che scrisse:
Ebbe sede presso il Bagno di Diana, prima piscina pubblica italiana, dotata di trampolini dell'altezza di 1,20 e 3,50 metri e dalle terrazze di 6 metri. L'impianto era sito nei pressi della Porta Venezia a Milano e fu demolito nel 1907. 
Il 26 agosto 1900 organizzò il primo campionato nazionale dei tuffi, dall'altezza di 6 metri, che fu vinto da Ferdinando Bezzi, che precedette Giovanni Colombo, Luigi Levati e Piazza Enrico.
Nel 1905 aprì la sezione della pallanuoto, e Milano ospità le prime partite di questo sport.
Nel 1906 organizzò una delle prime gare sui 50 metri femminili italiane, che vide vincere Giovanna Huber, davanti a Matilde Sarti e Lina Tominetti.

## Sportivi di rilievo
Tra i tuffatori più rilevanti vi furono Luigi Capra e Carlo Bonfanti che nel 1906 parteciparono ai Giochi olimpici intermedi di Atene 1906. Carlo Bonfanti nell'agosto 1905 vinse un meeting definiti “campionati del mondo” svoltosi a Parigi e partecipò ai Giochi olimpici di Londra 1908 e Stoccolma 1912. Ferdinando Bezzi, primo campione italiano assoluto nel 1900 e vincitore qualche anno prima della prima gara di tuffi agonistica italiana di cui si abbia traccia, Giovanni Colombo e Luigi Levati.

## Organigramma
Organigramma societario nel 1906.
- Ferdinando Bezzi - Presidente
- Ottone Münz - Vice-presidente
- Giuseppe Gariboldi - Cassiere
- Giovanni Colombo - Segretario
- Achille Marcoratti - Segretario aggiunto
- Giovanni Picconi - Ispettore sportivo
- Guglielmo Roth - Consigliere
- Alessandro Mazzuccotelli - Consigliere
- Enrico Maria Piazza - Consigliere
- Edmondo Sacchi - Consigliere
- Dante Calabi- Consigliere
- Gustavo Engelmann - Revisore
- Ernesto Scala - Revisore